# Tomasz Boczar
Tomasz Boczar (ur. 29 października 1968 w Prudniku) – polski elektrotechnik, specjalizujący się w technice wysokich napięć, elektroenergetyce i odnawialnych źródłach energii; nauczyciel akademicki.

## Życiorys
Urodził się w 1968 w Prudniku, jednak swoje dalsze lata życia spędził w Opolu, z którym związał całe swoje życie zawodowe. W latach 1975–1983 uczęszczał do tamtejszej Publicznej Szkoły Podstawowej nr 11, a następnie do klasy o profilu elektromechanicznym w Zespole Szkół Elektrycznych w Opolu. W 1988 uzyskał tytuł zawodowy technika oraz pomyślnie zdał egzamin maturalny. W latach 1988–1993 studiował elektrotechnikę w Wyższej Szkole Inżynierskiej w Opolu, uzyskując tytuły magistra i inżyniera.
Bezpośrednio po ukończeniu studiów rozpoczął pracę naukowo-dydaktyczną na macierzystej uczelni, jednocześnie kontynuując studia doktoranckie na Wydziale Elektrycznym Politechniki Śląskiej w Gliwicach. W 1998 uzyskał tam stopień naukowy doktora nauk technicznych na podstawie pracy pt. Identyfikacja formy wyładowania niezupełnego na podstawie jego widm częstotliwościowych emisji akustycznej, napisanej pod kierunkiem prof. Jerzego Skubisa. W 2004 na tej samej uczelni otrzymał stopień naukowy doktora habilitowanego nauk technicznych w zakresie elektrotechniki. Następnie otrzymał w 2005 stanowisko profesora nadzwyczajnego w Politechnice Opolskiej, a niedługo potem w 2011 tytuł profesora nauk technicznych i stanowisko profesora zwyczajnego.
Tomasz Boczar pełnił wiele istotnych funkcji na Politechnice Opolskiej. Jest on kierownikiem Katedry Wysokich Napięć, działającej w ramach Instytutu Elektroenergetyki PO. W latach 2005–2011 pełnił funkcję prodziekana do spraw organizacyjnych Wydziału Elektrotechniki, Automatyki i Informatyki PO. Po tragicznej śmierci prof. Jerzego Jantosa, przejął jego stanowisko prorektora do spraw studenckich, które sprawował do 2012. W latach 2016–2019 piastował urząd dziekana Wydziału Elektrotechniki, Automatyki i Informatyki. W 2019 roku objął stanowisko prorektora ds. ogólnych i operacyjnych oraz pierwszego zastępcy rektora (od 2020).